# Roberto Vaquero
Roberto Vaquero Arribas (Madrid, 21 de maio de 1986) é um político, historiador e escritor espanhol, presidente da Frente Obrero desde junho de 2022 e secretário-geral do Partido Marxista-Leninista (Reconstrução Comunista) desde outubro de 2021.
É colunista regular da revista Zenda, com uma rubrica própria, El Baluarte, e membro do Comité Científico Internacional da revista La Razón Histórica. Audiovisualmente, tem também um canal de divulgação e crítica política no YouTube e é colaborador regular do programa televisivo Horizonte de Iker Jiménez, na Cuatro.

## Biografia
Na adolescência, participou em várias organizações comunistas, período em que se interessou pelo marxismo, que abandonou perante o que considerava ser uma “degeneração ideológica e política”. Estudou Ciências Políticas na Universidade Complutense de Madrid e, mais tarde, licenciou-se em Geografia e História na UNED. Atualmente, é doutorando na Universidade de Valência.
Em 2009, participou, juntamente com outros militantes comunistas, na criação de Reconstrução Comunista (RC), uma organização de tipo marxista-leninista que, por sua vez, se transformou no Partido Marxista-Leninista (Reconstrução Comunista). Em 2016, o seu partido foi temporariamente ilegalizado e vários dos seus membros, juntamente com ele próprio, foram detidos no âmbito da operação Valle. Foram acusados de terem enviado militantes para combater o EIIL juntamente com as YPG e de ligações ao PKK, considerado uma organização terrorista pela União Europeia. Neste contexto, Roberto Vaquero esteve isolado na prisão de Soto del Real durante 49 dias, no âmbito de uma prisão preventiva. Como a ilegalização não foi prorrogada, o partido retomou as suas actividades em 2017, apesar de Vaquero e outros militantes continuarem com processos judiciais.
Em outubro de 2018, participou na fundação da Frente Obrero. Este agrupamento ficaria conhecido pelas suas escraches de políticos como Pablo Iglesias. No primeiro congresso desta formação, realizado a 12 de junho de 2022, foi eleito seu presidente.
Com a chegada das eleições de 2023, a Frente Obrero apresentou-se nas eleições municipais de maio em quatro municípios, obtendo um vereador em Mandayona, e nas eleições gerais de julho apresentou-se em cinquenta círculos eleitorais para o Congresso (todos exceto Huelva e Melilha). Obtiveram 46.530 votos em toda a Espanha, mas não conseguiram uma presença no Parlamento espanhol.
Para as eleições europeias de 2024, Roberto Vaquero anunciou que encabeçaria a lista do seu partido. Nas eleições, a candidatura da FO, encabeçada por Vaquero, obteve 0,37% dos votos, num total de 66.200, muito aquém dos quase 300.000 votos que normalmente são necessários na circunscrição espanhola para se qualificar para um lugar no Parlamento Europeu.

## Posição política
Politicamente, tem tomado posições a favor da soberania nacional espanhola e tem criticado as actuais políticas de migração, que têm sido descritas externamente como anti-imigração, nacionalistas e eurocépticas. Tem-se manifestado contra a adesão de Espanha à União Europeia e à NATO e tem defendido que a atual Constituição espanhola seria, nas suas palavras, uma fraude.
Em matéria social, tanto ele como o seu grupo político se opõem ao feminismo e às políticas de apoio ao movimento trans e criticam a chamada Lei Trans espanhola promovida pela então Ministra da Igualdade Irene Montero.

## Livros
Roberto Vaquero tem vários livros publicados, tanto em nome próprio como sob o pseudónimo “Juan Mesana”. Os primeiros foram publicados pela editora Universidad Obrera, que apenas registou livros de Vaquero juntamente com outros colaboradores e traduções de obras do ex-ditador albanês Enver Hoxha. Posteriormente, publicou com as editoras Letrame, Círculo Rojo e La esfera de los libros.
- — (2014). Desmontando a Mao: Cuestiones sobre un revisionista. Universidad Obrera.
- — (1 de maio de 2016). Manual de introducción al marxismo-leninismo. Universidad Obrera.
- —; Garante, Tomas; Moreno, Julio (março de 2017). Compendio de textos sobre el partido: Centralismo democrático y partido de nuevo tipo. Universidad Obrera.
- —; Martínez, Clara; Moreno, Julio (junho de 2017). El marxismo y la mujer. Universidad Obrera.
- —; Moreno, Julho (2017). El Estado y su caracterización. Universidad Obrera.
- Vaquero, Roberto; Moreno, Julio (2019). Historias de la España revolucionaria. Universidad Obrera.
- — (dezembro de 2019). Resistencia y lucha contra el posmodernismo. Letrame.
- — (dezembro de 2020). ¿Cómo reconstruir la izquierda revolucionaria en España?: Combatividad, principios, organización y cultura. Círculo Rojo.
- — (dezembro de 2021). Historias de la cárcel: vida y vivencias desde el módulo de aislamiento. Adarve.
- — (avril de 2023). Inmigración: ¿Realidad, fenómeno o problema?. Círculo Rojo.
- — (2023). Tiempos de infantería. Letrame.
- — (2024). Por qué el obrero vota a la derecha. La esfera de los libros.